# Raytheon
Raytheon Company – amerykańska firma z siedzibą w Waltham w stanie Massachusetts, będąca jednym z największych koncernów zbrojeniowych świata, zatrudniającym 79 900 pracowników. W roku 2005 obrót koncernu wyniósł 22 miliardy dolarów US, czysty zysk po opodatkowaniu natomiast 871 milionów dolarów. Więcej niż 90 procent dochodów Raytheon pochodzi z kontraktów wojskowych, co od 2005 klasyfikuje spółkę na piątym miejscu wśród największych producentów i dostawców sprzętu wojskowego na świecie. Spółka działa w wielu segmentach przemysłu militarnego. Najważniejsze z nich to systemy rakietowe Patriot i Hawk, różnego rodzaju systemy radarowe lądowe i morskie, morskie statki wojenne, pociski balistyczne, inteligentne bomby i systemy naprowadzania. Głównymi odbiorcami produktów Raytheon są armia amerykańska, Departament Obrony Stanów Zjednoczonych oraz amerykańskie służby wywiadowcze.

## Główne rodzaje produkowanego sprzętu wojskowego

### Wojskowy sprzęt lotniczy
- E-10A Multi-sensor Command and Control Aircraft wyprodukowany we współpracy z Boeing Company w oparciu o kadłub samolotu Boeing 767-400 ER
- JLENS(inne języki) – Joint Land Attack Cruise Missile Defense Elevated Netted Sensor System
- RAID – Rapid Aerostat Initial Deployment
- Sentinel R Mk 1 – Airborne Standoff Radar (ASTOR)

### Systemy obrony powietrznej
- HAWK XXI – rakietowy system obrony powietrznej średniego zasięgu HAWK-AMRAAM
- HUMRAAM – rakietowy system obrony powietrznej na pojeździe typu HMMWV
- MIM-23 Hawk – rakietowy system obrony powietrznej
- MIM-104 Patriot – rakietowy system obrony powietrznej

### Systemy obrony antybalistycznej
- Kinetic Energy Interceptor (KEI) – znaczący udział w programie antybalistycznego pocisku fazy startowej
- Patriot PAC-3 – znaczący udział w systemie obrony antybalistycznej
- MIM-104 Patriot PAC-2 – rakietowy system obrony powietrznej z możliwością zastosowania w obronie antybalistycznej
- Pociski rakietowe Standard – morskie pociski rakietowe klasy woda-powietrze oraz antybalistyczne rodziny Standard Missile
- Exoatmospheric Kill Vehicle (EKV) – kinetyczna głowica bojowa pocisku antybalistycznego Ground Based Interceptor
- Stunner – pocisk antybalistyczny opracowany we współpracy z Rafael

### Bomby inteligentne i systemy naprowadzania
- EGBU-12 Paveway II
- EGBU-27 Paveway III
- GBU-10 Paveway II
- GBU-12 Paveway II
- GBU-16 Paveway II
- GBU-24 Paveway II
- GBU-27 Paveway II
- GBU-28(inne języki) Bunker Buster
- GBU-28C/B
- Paveway IV(inne języki)

### Krążowniki i niszczyciele
- Hobart – program Air Warfare Destroyer (AWD) dla Australijskiej Marynarki Wojennej

### Pociski samosterujące typu Cruise
- AGM-86 ALCM/CALCM
- AGM-129 ACM(inne języki)
- BGM-109 Tomahawk – rodzina pocisków serii Tomahawk
- JSOW ER

### Pociski antyradarowe
- AGM-122 Sidearm
- AGM-88 HARM – pociski antyradarowe serii AGM-88 HARM

### Gama pocisków rakietowych
- AGM-65 Maverick – rodzina pocisków AGM-65 Maverick
- BGM-71 TOW – rodzina pocisków BGM-71 TOW
- Javelin – lądowe pociski przeciwpancerne
- MGM-157B EFOGM – Enhanced Fiber Optic Guided Missile (EFOGM) przeciwko ruchomym i stacjonarnym celom lądowym

### Lokacja
Szeroka gama radarów w tym:
- X-Band Radar (XBR) – lądowy radar antybalistyczny
- Sea Based X-Band Radar – morska odmiana radaru XBR